# Nemeris
Nemeris is een geslacht van vlinders van de familie spanners (Geometridae), uit de onderfamilie Ennominae.

## Soorten
- N. mexicola Dyar, 1910
- N. percna Rindge, 1981
- N. speciosa Hulst, 1896
- N. sternitzkyi Rindge, 1981